# Kerprich-aux-Bois
Kerprich-aux-Bois è un comune francese di 138 abitanti situato nel dipartimento della Mosella nella regione del Grand Est.

## Società

### Evoluzione demografica
Abitanti censiti